# 岩田健太郎
岩田 健太郎（いわた けんたろう、1971年 - ）は、日本の医師、感染症専門内科医。神戸大学大学院医学研究科教授、同大学都市安全研究センター感染症リスクコミュニケーション分野教授、同大学医学部附属病院感染症内科診療科長・国際診療部長を兼任。島根医科大学卒業後、沖縄県立中部病院、コロンビア大学セントルークス・ルーズベルト病院内科での研修を経て、アメリカと中国で医師として勤務した。亀田総合病院の総合診療感染症科部長などを経て、2008年より現職。感染症学修士（ロンドン大学）、医学博士（神戸大学）。感染症専門書や啓発的著作など著書多数。医学雑誌『J-IDEO』の編集主幹を務める。

## 略歴
島根県生まれ。1997年に島根医科大学（現：島根大学医学部）を卒業後、研修医として沖縄県立中部病院に勤務した。大学時代には、1年次終了後に1年間イギリスに留学し、6年次にはアメリカでの臨床に必要なECFMG Certificateを取得した。
1998年、ニューヨークのコロンビア大学セントルークス・ルーズベルト病院内科で研修医として勤務した。2001年、同市のアルバートアインシュタイン大学ベス・イスラエル・メディカルセンターで感染症フェローとなった。2003年、中国に移り、北京インターナショナルSOSクリニックで勤務した。2001年にニューヨークで炭疽菌テロ、2003年に北京でSARS流行、2014年にアフリカでエボラ出血熱流行の臨床を経験した。ニューヨークでの研修医時代に、メルマガで最新の医療情報を発信し、後にロングセラーとなる『抗菌薬の考え方、使い方』という書籍になった。2001年のアメリカ同時多発テロ事件のあとに起きた炭疽菌テロについて書いたものは、『バイオテロと医師たち』として書籍化された。
2004年、亀田総合病院で感染症科の立ち上げに携わり、同病院で感染症内科部長、総合診療・感染症科部長を歴任した。亀田病院の感染症科は、日本の感染症分野の医師の育成の場でもある。2006年、ロンドン大学熱帯医学衛生学校の修士課程感染症学専攻通信課程修了。
2008年。神戸大学大学院医学研究科教授（微生物感染症学講座 感染治療学分野）に就任し、同大学都市安全研究センター 医療リスクマネジメント分野教授、同大学医学部附属病院感染症内科診療科長・国際診療部長を兼任。
2020年のCOVID-19パンデミック時に横浜港で隔離されたクルーズ客船「ダイヤモンドプリンセス」内での検疫管理に対する批判で注目を集めた。2月18日にYouTubeに動画を掲載し、政府や厚生労働省の対策の不備を指摘した。その後、2月20日に動画を削除し、船内の状況が改善されたことや懸念していたゾーン分けも前進したためと説明した。

## 資格、趣味
- アメリカ内科専門医、アメリカ感染症専門医、日本感染症学会 感染症専門医・指導医、日本内科学会 認定内科医・総合内科専門医、国際旅行学会認定（CTH）、感染管理認定（CIC）、日本東洋医学会漢方専門医など、国内外の専門医資格を持つ[4][3][25]。また、PHPビジネスコーチ、FP協会認定ファイナンシャルプラナー（2級）、日本ソムリエ協会認定シニア・ワインエキスパートでもある[9][1][26]。
- 小学2年生からサッカーを始め、その後大学までプレーを続けた[27]。ポジションはディフェンダーで、高校時代は島根県の強豪校である松江南高校のサッカー部に所属していたが、試合に出場する機会には恵まれなかった[28]。2020年現在、ヴィッセル神戸のサッカースクールでディフェンダーとして活動している[29]。

## 論文
- 岩田健太郎 - researchmap
- CiNii 岩田健太郎

## 著書

### 単著
- 『バイオテロと医師たち』集英社新書、筆名・最上丈二 2002
- 『悪魔の味方 米国医療の現場から』克誠堂出版 2003
- 『感染症外来の事件簿』医学書院 2006年
- 『悪魔が来たりて感染症 その根拠でよいのか』中外医学社 2007
- 『成人看護学11 アレルギー 膠原病 感染症 第12版』医学書院 2008
- 『思考としての感染症・思想としての感染症』中外医学社 2008
- 『麻疹が流行する国で新型インフルエンザは防げるのか』亜紀書房 2009
- 『感染症は実在しない 構造構成的感染症学』北大路書房 2009
- 『マンガで学ぶ感染症』中外医学社 2009
- 『頭が毒入りリンゴになったわかものと王国の話』土井由紀子:絵 中外医学社 2010
- 『予防接種は「効く」のか? ワクチン嫌いを考える』光文社新書 2010
- 『「患者様」が医療を壊す』新潮選書 2011
- 『ケニアのスラムで高血圧を治さない 類化性能と別化性能 Bahati Haina Dawa』克誠堂出版 2011
- 『抗HIV/エイズ薬の考え方、使い方、そして飲み方』中外医学社 2011
- 『ある日、ワタルさんはエイズになった。』土井由紀子:絵 中外医学社 2011
- 『ためらいのリアル医療倫理 命の価値は等しいか?』技術評論社 生きる技術!叢書 2011
- 『コンサルテーション・スキル 他科医師支援とチーム医療』南江堂 2011
- 『プライマリケア医のための抗菌薬マスター講座』南江堂 2011
- 『1秒もムダに生きない 時間の上手な使い方』光文社新書 2011
- 『成人看護学11 アレルギー 膠原病 感染症 第13版』医学書院 2012
- 『真っ赤なニシン アメリカ医療からのデタッチメント』克誠堂出版 2012
- 『Dr.岩田健太郎のスーパー指導術 劇的に効果が出る"教えるコツ""教わるコツ" 』羊土社 2012
- 『構造と診断 ゼロからの診断学』医学書院 2012
- 『主体性は教えられるか』筑摩選書 2012
- 『「リスク」の食べ方 食の安全・安心を考える』ちくま新書 2012
- 『HIV/AIDS患者のトラブルシューティングとプライマリ・ケア 頭が真っ白にならないために』南山堂 2013
- 『99・9%が誤用の抗生物質 医者も知らないホントの話』光文社新書 2013
- 『絶対に、医者に殺されない47の心得』講談社 2013
- 『神戸大学感染症内科版TBL 問題解決型ライブ講義集中!5日間』金原出版 2013
- 『「感染症パニック」を防げ! リスク・コミュニケーション入門』光文社新書 2014
- 『医療につける薬 内田樹・鷲田清一に聞く』筑摩選書 2014
- 『食べ物のことはからだに訊け! 健康情報にだまされるな』ちくま新書 2015
- 『目からウロコ!外科医のための感染症のみかた,考えかた』中外医学社 2015
- 『サルバルサン戦記 秦佐八郎世界初の抗生物質を作った男』光文社新書、2015
- 『テーブル回診LIVE 問題の本質を探究するカンファレンス @神戸大学感染症内科』金原出版 2015
- 『極論で語る感染症内科』香坂俊編集協力 丸善出版 2016
- 『成人看護学11 アレルギー 膠原病 感染症 第14版』医学書院 2016
- 『ワクチンは怖くない』 光文社新書 2017
- 『感染症医が教える性の話』ちくまプリマー新書 2017
- 『もやしもんと感染症屋の気になる菌辞典』石川雅之:絵 朝日新聞出版 2017
- 『医学部に行きたいあなた、医学生のあなた、そしてその親が読むべき勉強の方法』中外医学社 2017
- 『インフルエンザ なぜ毎年流行するのか』ベスト新書 2018
- 『Dr.イワケンのねころんで読める英語論文 ナース・研修医必見!海外論文がすらすら読めるようになるヒケツ』メディカ出版 2018
- 『The GENECIALIST Manifesto　ジェネシャリスト宣言』中外医学社, 2018
- 『抗菌薬の考え方、使い方 魔弾よ、ふたたび… ver.4』中外医学社, 2018
- 『ジェネシャリスト宣言』 中外医学社 2018
- 『HEATAPP! :たった5日で臨床の"質問力"が飛躍的に向上する、すごいレクチャー』金原出版 2018
- 『つまずきから学ぶ漢方薬 構造主義と番号順の漢方学習』西本隆:監修 中外医学社 2018
- 『ワインは毒か、薬か。』石川雅之 絵. 朝日新聞出版 2019
- 『抗HIV/エイズ薬の考え方、使い方、そして飲み方 ver.2』中外医学社 2019
- 『Dr.イワケンのねころんで読める研修医指導 すべての指導者のためのイワケン流医学教育入門書』メディカ出版 2019
- 『成人看護学11 アレルギー 膠原病 感染症 第15版』医学書院 2020
- 『新型コロナウイルスの真実』ベスト新書 2020
- 『ぼくが見つけた いじめを克服する方法～日本の空気、体質を変える～』光文社新書 2020
- 『感染症は実在しない』インターナショナル新書 2020
- 『新型コロナウイルスとの戦い方はサッカーが教えてくれる』エクスナレッジ 2020
- 『サッカーと感染症 Withコロナ時代のサッカー行動マニュアル』フットボール批評編集部:編 カンゼン 2020
- 『コンサルテーション・スキル Ver.2』南江堂 2020
- 『丁寧に考える新型コロナ』光文社 2020
- 『僕が「PCR」原理主義に反対する理由 幻想と欲望のコロナウイルス』インターナショナル新書 2020
- 『考えることは力になる ポストコロナを生きるこれからの医療者の思考法』照林社 2021
- 『本質の感染症』中外医学社 2021
- 『プライマリケア医のための抗菌薬マスター講座 Ver.2』南江堂 2022
- 『抗菌薬の考え方、使い方 ver.5 コロナの時代の差異』中外医学社 2022
- 『安い・美味しい・簡単　実践 健康食』光文社新書 2022
- 『タイムマネジメントが病院を変える ―医療現場における働き方改革―』中外医学社 2023
- 『ワクチンを学び直す』光文社新書 2023
- 『抗HIV/エイズ薬の考え方、使い方、そして飲み方 ver.3』中外医学社 2023
- 『手軽で便利な文献整理　Zoteroのすすめ』中外医学社、2024年4月
- 『医学生・研修医のための感染症内科』中外医学社、2025年5月

### 共編著、監修
- 『抗菌薬の考え方、使い方』宮入烈:共著 中外医学社 2004
- 『抗菌薬の考え方、使い方Ver.2』宮入烈:共著 中外医学社 2006
- 『オランダには何故MRSAがいないのか? 差異と同一性を巡る旅』古谷直子:共著 中外医学社 2008
- 『IDATENのプロが答えるそこが知りたかった感染症』南江堂 2009
- 『感染症診療ガイドライン総まとめ』総合医学社 2010
- 『感染症999の謎』メディカル・サイエンス・インターナショナル 2010
- 『感染症外来の帰還』豊浦麻記子:共著 医学書院 2010
- 『リスコミWORKSHOP! 新型インフルエンザ・パンデミックを振り返る』神戸大学都市安全研究センター:監修 メディカルサイエンス社 2011
- 『総合診療・感染症科マニュアル』亀田総合病院:編集 八重樫牧人,岩田健太郎:監修 医学書院 2011
- 『有事対応コミュニケーション力』技術評論 2011
- 『災害ボランティア健康管理マニュアル』監修 中外医学社 2012
- 『抗菌薬の考え方、使い方Ver.3』宮入烈:共著 中外医学社 2012
- 『診断のゲシュタルトとデギュスタシオン』編集 金芳堂 2013
- 『薬のデギュスタシオン 製薬メーカーに頼らずに薬を勉強するために』編集 金芳堂 2015
- 『絵でわかる感染症 with もやしもん』石川雅之:イラスト 2015
- 『薬のデギュスタシオン2 製薬メーカーに頼らずに薬を勉強するために』編集 金芳堂 2017
- 『高齢者のための感染症診療』高山義浩,馳亮太:共著, 監修 丸善出版 2017
- 『高齢者のための漢方診療』監修 丸善出版 2017
- 『感染症と生体防御（'18）』田城孝雄,北村聖:編著 放送大学教育振興会 2018
- 『サパイラ 身体診察のアートとサイエンス 第2版』監修 医学書院 2019
- 『新・養生訓 健康本のテイスティング 対談』岩永直子:共著 丸善出版 2019
- 『高齢者のための糖尿病診療』岩岡秀明,栗林伸一,髙瀬義昌:共著, 監修 丸善出版 2019
- 『感染予防,そしてコントロールのマニュアル すべてのICTのために 第2版』監修 メディカルサイエンスインターナショナル 2020
- 『高齢者のための高血圧診療』名郷直樹:共著, 監修 丸善出版 2020
- 『プロの対話から学ぶ感染症』メディカルサイエンスインターナショナル 2020
- 『コロナと生きる』内田樹:共著 朝日新聞出版 2020
- 『本質の寄生虫 臨床医のための寄生虫感染症』編集 中外医学社 2020
- 『ポストコロナ期を生きるきみたちへ』晶文社 2020
- 『ナイチンゲールはなぜ「換気」にこだわったのか』日本看護協会出版会 2020
- 『菌 ~病原体を根絶せよ。人類と薬剤耐性菌の攻防史』監修 ニュートンプレス 2021
- 『文豪と感染症 100年前のスペイン風邪はどう書かれたのか』朝日新聞出版 2021
- 『私たちはどう生きるか コロナ後の世界を語る (2)』朝日新聞出版 2021
- 『からだの「なぜ?」えほん なぜちゅうしゃをするの?』監修 文響社 2021
- 『からだの「なぜ?」えほん なぜてをあらうの?』監修 文響社 2021
- 『からだの「なぜ?」えほん なぜおいしゃさんへいくの?』監修 文響社 2021
- 『リスクを生きる』内田樹:共著 朝日新聞出版 2022
- 『高校生と考える新時代の争点21』左右社 2022
- 『撤退論 歴史のパラダイム転換にむけて』晶文社 2022
- 『ニュートン新書 人類と菌の歴史』監修 ニュートンプレス 2022
- 『カンボジア医療の歴史,現在,そして未来 世界で役に立ちたいあなたへ』林祥史:共著 メディカルサイエンスインターナショナル 2022
- 『シン・感染症999の謎』メディカル・サイエンス・インターナショナル 2023
- 『運動療法学 各論 第5版』編集 医学書院 2023

### 翻訳
- 『抗菌薬マスター戦略 -非問題解決型アプローチ-』メディカルサイエンスインターナショナル 2008
- 『クリニカル・リーズニング・ラーニング』ディカルサイエンスインターナショナル 2011
- 『感染症のコントラバーシー―臨床上のリアルな問題の多くは即答できない』医学書院 2011
- イレーヌ C. ヨング, クリストファー・サンフォード編『トラベル・アンド・トロピカル・メディシン・マニュアル』土井朝子:共監訳 メディカル・サイエンス・インターナショナル 2012
- サパイラ, ジェーン M.オリエント『サパイラ身体診察のアートとサイエンス』須藤博,藤田芳郎, 徳田安春:共監訳 医学書院 2013
- ジェイムズ P.メザ, ダニエル S.パッサーマン『ナラティブとエビデンスの間 括弧付きの、立ち現れる、条件次第の、文脈依存的な医療』メディカル・サイエンス・インターナショナル 2013
- 『抗菌薬マスター戦略 非問題解決型アプローチ 第2版』メディカルサイエンスインターナショナル 2014
- 『復興するハイチ ―― 震災から、そして貧困から 医師たちの闘いの記録2010―11』みすず書房 2014
- 『キーストンのトラベル・メディシン』メディカルサイエンスインターナショナル 2014
- ポール E.サックス, カルバン J.コーエン, ダニエル R.クリックス編『本質のHIV』メディカル・サイエンス・インターナショナル 2015
- リチャード・ウォーカー『きみの体の中 きみの体はどうやって病気とたたかうのかな?』保育社 2016
- デビッド シュロスバーグ 編『シュロスバーグの臨床感染症学』監訳. メディカル・サイエンス・インターナショナル 2018
- アラン R.ハウザー『医師のために論じた判断できない抗菌薬のいろは 第3版』監訳. メディカル・サイエンス・インターナショナル 2019
- 『CDCのフィールド疫学マニュアル』メディカルサイエンスインターナショナル 2020
- 『熱、諍い、ダイヤモンド』メディカルサイエンスインターナショナル 2022
- 『シュロスバーグの臨床感染症学 第2版』監訳. メディカル・サイエンス・インターナショナル 2024（「コロナウイルス-19」「抗菌薬スチュワードシップの原則と実践」の章を追加）

### 編集主幹
- 『J-IDEO』中外医学社。2017年3月創刊。隔月刊の感染症総合雑誌。『J-IDEO(ジェイイデオ)』は『Journal of Infectious Diseases Educational Omnibus』の略称。編集委員は、岸田直樹、忽那賢志、坂本史衣、山田和範、山本剛[30]

## Web連載、記事
- ドクターズアイ 岩田健太郎（感染症） - 医療メディア Medical Tribune
- Dr.イワケンの「感染症のリアル」 - 読売新聞ヨミドクター
- 【識者の眼】岩田健太郎 -  Web医事新報
- ジェネシャリスト宣言 - 医学界新聞